# 白驿镇
白驿镇，是中华人民共和国四川省广元市苍溪县下辖的一个乡镇级行政单位。

## 行政区划
白驿镇下辖以下地区：
白驿社区、万安社区、花红村、青石村、马桑村、池口村、泉水村、龙庙村、金梁村、谯坝村、中合村、韩阳村、康庄村、万泉村、凤鸣村、茶店村、凌云村、岫云村、柳垭村、下坊村、天坪村、天堂村、碑垭村、檬垭村、李子村、金凤村、铁炉村、方山村和立山村。